# Suy gan
Suy gan là sự bất lực của gan không thực hiện được các chức năng bình thường của nó là tổng hợp và trao đổi chất như một phần của sinh lý bình thường. Hai hình thức suy gan được công nhận, cấp tính và mãn tính. Gần đây, một dạng suy gan thứ ba được gọi là suy gan cấp tính mãn tính (ACLF) đang ngày càng được công nhận.

## Cấp tính
Suy gan cấp tính được định nghĩa là "sự phát triển nhanh chóng của rối loạn chức năng tế bào gan, đặc biệt là rối loạn đông máu và thay đổi trạng thái tâm thần ở bệnh nhân không có bệnh gan trước đó". : 1557 
Quá trình bệnh suy gan có liên quan đến sự phát triển của rối loạn đông máu của bệnh nguyên gan và mức độ thay đổi rõ rệt trên lâm sàng do bệnh não do gan. Một số biện pháp quan trọng là ngay lập tức cần thiết khi bệnh nhân trình bày cho chăm sóc y tế. Chẩn đoán suy gan cấp tính dựa trên khám thực thể, phát hiện trong phòng thí nghiệm, tiền sử bệnh nhân và tiền sử bệnh lý trong quá khứ để xác định thay đổi trạng thái tâm thần, rối loạn đông máu, tốc độ khởi phát nhanh và không có bệnh gan trước đó. : 1557
Định nghĩa chính xác thế nào là "cấp tính" phần nào cần phải đặt dấu hỏi, vì các phân chia khác nhau tồn tại dựa trên thời gian từ khi xuất hiện các triệu chứng gan đầu tiên đến khi khởi phát bệnh não. Một sơ đồ định nghĩa "suy gan cấp tính" là sự phát triển của bệnh não trong vòng 26 tuần kể từ khi xuất hiện bất kỳ triệu chứng gan nào. Điều này được chia thành "suy gan tối cấp", đòi hỏi phải khởi phát bệnh não trong vòng 8 tuần và "cận lâm sàng", mô tả khởi phát bệnh não sau 8 tuần nhưng trước 26 tuần. Một kế hoạch khác định nghĩa "tối cấp" là khởi phát trong vòng 7 ngày, "cấp tính" là khởi phát từ 7 đến 28 ngày và "bán cấp" là khởi phát trong khoảng từ 28 ngày đến 24 tuần. : 1557

## Mạn tính
Suy gan mạn tính thường xảy ra trong bối cảnh xơ gan, bản thân nó có khả năng là kết quả của nhiều nguyên nhân có thể gây ra, như uống quá nhiều rượu, viêm gan B hoặc C, tự miễn dịch, nguyên nhân di truyền và chuyển hóa (như quá tải sắt hoặc đồng, viêm gan nhiễm mỡ hoặc bệnh gan nhiễm mỡ không do rượu).

## Cấp tính mãn tính
"Cấp tính mạn tính" được cho là tồn tại khi một người mắc bệnh gan mạn tính phát triển các đặc điểm của suy gan. Một số nguyên nhân cơ bản có thể kết tủa điều này, chẳng hạn như lạm dụng rượu hoặc nhiễm trùng. Những người bị ACLF có thể bị bệnh nặng và cần được điều trị chăm sóc đặc biệt, và đôi khi phải ghép gan. Tỷ lệ tử vong với điều trị là 50%.